# とんねるず
とんねるず（TUNNELS）は、石橋貴明と木梨憲武からなる日本のお笑いコンビ、ボーカルデュオ。
1980年結成。所属事務所は石橋がアライバル、木梨がキナシコッカ。レコードレーベルはポニーキャニオン。
コンビ名は、TakaakiのTから「TUN」、NoritakeのNから「NEL」、複数形「S」で二人の下の名前のイニシャルを用いて名付けられた。略称「TN」。ファンの呼称は「ワンフー」。
1980年代初頭に起こった漫才ブーム衰退後の日本のお笑い界を代表するコンビの筆頭で、80年代中盤から破竹の勢いで時代を席巻していった。ウッチャンナンチャン、ダウンタウンら「お笑い第三世代」を代表するこの3組は、今日のお笑い界に大きな影響を与えている。

## 概要
1980年、私立帝京高校の同級生である2人によりコンビ結成。1982年に『お笑いスター誕生!!』でグランプリを獲得。1980年代半ばに『オールナイトフジ』『夕やけニャンニャン』の出演によって若者を中心に爆発的な人気を獲得。同時期の1985年に始まった『とんねるずのオールナイトニッポン』は、目玉のフリートークと数々の名物コーナーが受け「ハガキ職人」を多数輩出、多くのリスナーに多大な影響を与える深夜ラジオ史に残る名番組となる。1987年には『ねるとん紅鯨団』が始まり「ねるとんブーム」を起こし、深夜番組ながら視聴率上位常連の大ヒット番組となる。翌1988年には彼らの代表番組となる『とんねるずのみなさんのおかげです』が始まり、開始直後から20%越えの高視聴率を記録。社会現象になるほどのお化け番組と化し、彼らの地位を確立した。その後も『とんねるずの生でダラダラいかせて!!』『とんねるずのハンマープライス』『とんねるずのみなさんのおかげでした』などの名番組を輩出する。
一方歌手としても活躍し、数々のヒット曲を生み出している。1991年「情けねえ」は第22回日本歌謡大賞大賞を受賞、1992年「ガラガラヘビがやってくる」はミリオンヒットを達成した。全国コンサートツアーも1995年まで毎年開催しており、1989年11月には東京ドーム公演を成功させている。2024年11月には29年ぶりとなった日本武道館公演を開催した。

### コンビ名の由来
コンビ名の由来は、当時日本テレビのゼネラルプロデューサーであった井原高忠が貴明のTと憲武のNをもじった「とんまとのろま」と「とんねるず」を提案して本人たちに選ばせたことから。「とんねるず」というコンビ名に関して井原は（脱線トリオ、てんぷくトリオに続く）次代のお笑いスターになって欲しいという願いと、素の2人を見て「暗い奴ら」と思ったのをかけたという。

### 芸風
コンビ間でボケとツッコミの役割は特に分かれていないスタイルで、ネタ作りは石橋が担当している。二度目の下積み時代（新宿御苑のパフォーマンスバー「昆」時代など）を経て破天荒な芸風へと変わっていった。
『オールナイトフジ』出演以降若さとエネルギー全開の饒舌なトークや、テレビのスタジオで所狭しと暴れるなどの行動が日常化し、それが人気を獲得するきっかけとなった。また、とんねるずに会いたいがためにスタジオ観覧をしていた若者が「とんねるずに蹴られた」ことを自慢する時代でもあった。
とんねるずのトークの中にはその時代の流行を反映した言葉が多く用いられている。例えば「○○みたいな。」と語尾に「みたいな」を付ける言葉は若者中心に使われているが、これは主に東京近郊の女子大生が使う言葉を敢えてとんねるずがテレビで誇張して用いる事で、全国的に広まった。他にも『ねるとん紅鯨団』から端を発した「ねるとんパーティ」「ツーショット」、『ねる様の踏み絵』で使われた「元サヤ」など彼らが発信元となった言葉は数多い。
加えて、芸能界・テレビ界でよく使われる専門用語、いわゆる「業界用語」を誇張したり、皮肉っぽく多用して広めた経緯があり、今では一般でも使われている事がある。
「内輪ネタ」もとんねるずの大きな特徴。これは一部の熱心な視聴者や放送関係者だけに理解できる発言であることも多く、その発言内容はとんねるずを初めて見た視聴者にはいまいち分かりづらいものである事も多かったが、話している自分達が本心から楽しくなければラジオを聴いている人たちにも楽しんでもらえないと言う考えから逐一文脈を説明するようなことはしなかった（古くは『オレたちひょうきん族』でもこの傾向は見られ、当時は「楽屋落ちネタ」と呼ばれた）。ハガキ職人の書くネタの内容もその話題を受ける格好でとんねるずの学生時代や地元の友人、放送関係者絡みのネタが目立った。
業界の慣例だった製作会社社員・スタッフに支給される弁当とタレントの弁当にあった区別をとんねるずが取っ払った。「各業界に壁などない」「スタッフ、素人が同じ舞台に居る」という姿勢が『ねるとん紅鯨団』、「野猿」といった番組の基礎を築き、「一般人、下っ端のスタッフネタ」から生まれた番組企画、コントもとんねるずが責任を持つ形で企画された。

### とんねるずを育んだもの
2人とも幼少時からテレビ好きであり、特に『8時だョ!全員集合』のザ・ドリフターズをはじめ『カックラキン大放送!!』の堺正章・井上順・ラビット関根や、「ベンジャミン伊東」の伊東四朗、「小松の親分」の小松政夫、萩本欽一（コント55号）、密室芸人時代のタモリなど漫才ブーム以前のバラエティ番組全盛の時代の影響が強い。「漫才ブーム」の時期は2人とも部活動に熱中し、多忙を極めていた事もあり「漫才ブーム」から受けた影響は少ない。
デビュー当初は喜劇俳優である由利徹と絡む事が多く、共演時のとんねるずは素人時代に戻ったかのように彼の芸を心から笑ってしまう場面も多々あり、前にあまり出る事はしなかった。そのほか若手の時代には、由利徹やクレイジーキャッツのハナ肇、植木等らのエンターテイナーや喜劇俳優、美空ひばりや堺正章・タモリら先輩達とは公私共に可愛がられ、友人関係であった。また、一時期からは共演NGも噂されたが、若手時代には明石家さんまとも「兄貴」と呼ぶほど親交が公私にわたって存在し、さんまと木梨は現在でもゴルフをする仲である。木梨は所ジョージや志村けんといったのちのお笑い界の大御所と呼ばれる人々とも友人関係である。また、笑福亭鶴瓶と木梨は一時期毎週のように遊ぶ関係であったが、その前の若手時代は親密というほどの関係ではなかった。また、とんねるずが飛躍した要因の一つとして、裏方のスタッフとも若手時代から友人関係を築いていたという側面がある。フジテレビの名物プロデューサーの石田弘をはじめとする港浩一などの通称石田班、秋元康・テリー伊藤などは若手時代から深い繋がりを持った。
1991年から2000年にかけて、苗場プリンスホテルのブリザーディウムで開催していた、コントライブ『こんと いん なえば』は、テレビとは違った本格的コントを生の舞台で客を笑わせることを重視していたが、元々舞台上に一切のセットを置かず、己の体ひとつで笑いや感動を与えていたイッセー尾形の『一人芝居』に触発されている。
バラエティ以外で影響を受けた者としては長嶋茂雄、矢沢永吉、アントニオ猪木、『傷だらけの天使』の萩原健一、江川卓らが挙げられる。

## メンバー
| 名前                        | 生年月日                           | 出身地                    | 血液型 | 愛称   |
| --------------------------- | ---------------------------------- | ------------------------- | ------ | ------ |
| 石橋 貴明 いしばし たかあき | 1961年（昭和36年）10月22日（63歳） | 日本 東京都板橋区成増     | A型    | 貴さん |
| 木梨 憲武 きなし のりたけ   | 1962年（昭和37年）3月9日（63歳）   | 日本 東京都世田谷区千歳台 | O型    | 憲さん |

## 経歴

### 素人時代
共に東京都出身で帝京高等学校卒業。在学中の石橋は野球部、木梨はサッカー部へ所属。この2つの部は互いに交流が盛んで、部室内でのモノマネや一発芸などの披露を通じ、それぞれの部の「面白いヤツ」とお互い認識したのが出会いのきっかけ。当時は主に先輩や先生のモノマネなどで、共に校内の人気者だったという。
石橋は高校在学中から『ぎんざNOW!』（TBS）や『TVジョッキー』（日本テレビ）をはじめとした、素人参加型コンテスト番組の常連出場者であり、アントニオ猪木のモノマネやスポーツ選手の形態模写をはじめとする芸で視聴者から注目されていた。なお、同時代のライバルには竹中直人がおり、『TVジョッキー』のザ・チャレンジ（素人お笑い勝ち抜きコーナー）の第1回グランドチャンピオン大会では、第3代チャンピオンの石橋と初代チャンピオンの竹中が直接対決し、石橋が勝ったことで初代グランドチャンピオンを獲得した。
石橋ほどの頻度ではないものの、木梨も主に和田アキ子のモノマネなどで素人参加番組に顔を出しており、『TVジョッキー』では第5代チャンピオン獲得者として第2回グランドチャンピオン大会に名を連ねた（同大会には石橋も出演）。そんな木梨を「高校卒業の記念」として石橋が誘い、所ジョージ司会の『ドバドバ大爆弾』（テレビ東京）へ共に出演したのがコンビとして初めてのテレビ出演となった。『お笑いスター誕生!!』の出演までは、賞金を多く得ようと意図的にバラバラで出演することもあったという。

### お笑いスター誕生への挑戦
帝京高校卒業後、西武ライオンズのトライアウトで不合格となっていた石橋はホテルセンチュリーハイアットに入社、同ホテルが開業前だったことでホテルオークラで研修期間を過ごす。一方の木梨はダイハツ工業に入社し、2人とも一般企業に就職するものの、『お笑いスター誕生!!』へのチャレンジ決意を機に2人とも退社して再会。当時のコンビ名は「貴明&憲武」。漫才だけではなく、モノマネや一発ギャグ、アニメの『魔法使いサリー』や『サンダーバード』のパロディ、学校やアイドルタレントの一コマを演じるコントなど面白いものは何でもエネルギッシュに演る多彩さで、素人ながら4週目まで勝ち抜いた。なお、石橋はセンチュリーハイアットの正式開業直前に同社を退職したため、上司から強い叱責を受けたという。

### 「とんねるず」結成、プロデビュー
退社後の1980年に正式にコンビ結成。コンビ名も「とんねるず」と改め『お笑いスター誕生!!』にプロとして再挑戦して挑むが、10週目で落選してしまう。またこの時期、同番組担当の日本テレビに所属していたプロデューサーである赤尾健一の紹介で日企に籍を置き、赤坂のクラブ「コルドンブルー」におぼん・こぼんの後釜として所属したが、クラブの客層に芸風が合わずハマらなかった。『お笑いスター誕生!!』では、1981年に開催されたゴールデンルーキー賞の15組にエントリー。決勝まで進むが、アゴ&キンゾーに敗れて特別敢闘賞（事実上の第2位）に終わった。1982年4月10日には10週目に合格、グランプリを獲得した。その後も1983年末まで歌合戦などの企画や、グランプリ受賞者のネタ披露コーナーなどへ定期的に出演した。
1981年には西城秀樹司会の朝の情報番組『モーニングサラダ』（日本テレビ）にレギュラー出演したが、些細な事から赤尾と衝突。一貫して日本テレビ系番組出演タレントだったとんねるずは、同局から完全に干されることになる。この間は新宿御苑のパフォーマンスバー「昆」（後にKONと改名）に出演するなど、下積み時代を過ごした。また、この頃は同じショーパブ系タレントであるビジーフォー（いそがしバンド）やアゴ&キンゾーらと交流を持ち、特に石橋はグッチ裕三、ウガンダ・トラ宅に居候していたこともある。石橋とグッチは当時のグッチの妻にゲイと誤解され浮気を疑われるほど、仲が大変良かった。
1983年頃、所属事務所を通さず友人の結婚式の司会をコンビで引き受け、これを知った事務所社長が激怒して一時期テレビに出演できなくなってしまった。スーパーの駐車場やデパートの屋上などで木箱をステージ代わりにして、営業回りをしていたこともあった。しかし営業は結構いいお金稼ぎになり、食べていくには苦労しなかったと明かしている。さらにこの頃は既に『オールナイトフジ』への出演が決まっていたので、夜は連日豪遊していた。
その後、西城秀樹の初代マネージャーだった秦野嘉王が設立した新事務所「オフィスAtoZ」の所属第一号タレントになり、再浮上の機を窺うことになった。秦野は当時のお笑い芸人には無縁だったスタイリストをとんねるずに付け、派手なブランドの代名詞でもあったK-FACTORYの衣装をコンセプトとするなどのプロデュースを図った。

### 人気の拡大（全盛期）
1983年12月、フジテレビ系の深夜番組『オールナイトフジ』を皮切りにテレビ復帰。当初は番組後半に5分のコーナー「とんねるずの見栄講座」をもらったものの、番組内での些細なトラブル（石橋曰く「誤解によるもの」）によって、1984年1月に一旦降板。半年後の同年6月にレギュラーへと復帰している。その後「とんねるずの何でもベストテン」「とんねるずなっわけだぁ!」とコーナーや番組内の放送時間が早まるにつれ人気を集め、翌年に放送した同番組の「女子高生スペシャル」の発展形としてスタートした『夕やけニャンニャン』（フジテレビ、1985年 - 1987年）では片岡鶴太郎や吉田照美を脇役に追い立てるほどだった。
その後も『オールナイトニッポン』（ニッポン放送）『深夜劇場・トライアングル・ブルー』（テレビ朝日）などレギュラー番組を増やしていく。『とんねるずのオールナイトニッポン』（1985年 - 1992年）では火曜1部を担当し、数々のコーナーを輩出。聴取率ランキングでは当時絶大な人気を誇っていた『ビートたけしのオールナイトニッポン』を大きく引き離し、『小泉今日子のオールナイトニッポン』と熾烈な競争をしていた。『トライアングル・ブルー』では可愛かずみ・川上麻衣子・前田耕陽などと共演する。
またこの頃、『新・ど根性ガエル』（日本テレビ）のテーマ「ピョン吉・ロックンロール」の後にリリースされた「ヤバシびっちな女デイト・ナイト」以来のシングル「一気!」をリリース。その際には、TBS系の音楽番組『ザ・ベストテン』でのコーナー「今週のスポットライト」に登場。この出演をきっかけに、深夜番組だけでなく、本格的にとんねるずが世に知られることとなった。同曲は『オールナイトフジ』のコーナーでも毎回歌われ、勢い余ってセットの高所や吊り下げられた照明によじ登ったり、テレビカメラを倒すなどの行動や歯に衣着せぬ言動を見せた。1985年には、「一気!」の人気から断交状態にあった日本テレビが動き、ビートたけし司会の『スーパージョッキー』に歌手としてとんねるずを呼ぶことで、当時の関係者だけが知る「確執の事実上の“手打ち”」となった。この際、ラジオの聴取率で引き離されていたビートたけしととんねるず（特に石橋）はお互いに意識しあい当初は打ち解けるような雰囲気ではなく、常に緊張感が漂っていたという。しかし、後にこの2組は番組で共演をしたことをきっかけに交友関係となる。
『オールナイトフジ』 - 『夕やけニャンニャン』などいわゆる石田班の看板的存在になっていたため、当時確執があった横澤彪率いる横澤班の本丸的な番組であった『オレたちひょうきん族』に「一気!」で「ひょうきんベストテン」に出演した際、ひょうきん族レギュラー陣にリンチに等しい、過激なリアクションを課された。その際に2人は「もう日テレには出ないから勘弁してくれ」と漏らしており、日本テレビの出演解禁により蜜月のフジテレビとの関係が冷えることを危惧した石田が、横澤にとんねるずの出演を派閥の壁を越えて懇願し実現した出演であった。なお当時石田班、横澤班両方の番組に出演できたタレントは、片岡鶴太郎ら数人しかおらずこの派閥争いにより横澤班の代表番組の1つで若手タレントの登竜門的な存在である『笑っていいとも!』のレギュラーにはなれなかった。しかし石田・横澤とも第一線から退いた2014年（横澤は2011年死去）、29年ぶりに『笑っていいとも!』へ出演した際にタモリに対してふざけて直訴した結果、番組終了までレギュラーとなっている。
この当時は『新春かくし芸大会』（フジテレビ）にも出場しており、映画『南極物語』のパロディに、ペンギンの着ぐるみ姿で顔すら判別しにくい状態でセリフなしの数秒のチョイ役出演や、中森明菜と体を張ったカマヌンチャク芸を披露するなどしていた。彼らは不遇な扱いを受けていた頃を皮肉る時に「あの時はペンギンでした」と例に挙げることがある。1986年には第14回『ホノルルマラソン』に、ザ・ドリフターズのメンバーと参加するなど、まだまだ若手扱いされる時期だった。
1980年代、巷でタレントショップブームが巻き起こった際には彼らも、「セシカ」や、当時の番組『ねるとん紅鯨団』（関西テレビ）とのタイアップショップ「バレンタインハウス」を原宿や京都に出店しており、関連グッズをヒットさせた。
女性からの人気も獲得しており、『ザテレビジョン』（角川書店）や『明星』（集英社）などさまざまな雑誌の表紙を飾った。

### 黄金期（1987年 - 1995年）
1987年10月『上海紅鯨団が行く』を引き継ぐ形でスタートした『ねるとん紅鯨団』（関西テレビ放送制作、フジテレビ系）がヒット。初年度から深夜枠ながらバラエティ年間平均視聴率ランキング3位にランクインした。当時IVSテレビ制作で番組の企画・総合演出などをしていた伊藤輝夫（現：テリー伊藤）や後藤喜男と出会ったのがこの時期。一般参加者による集団お見合い形式の企画が好評を得、集団お見合いパーティーそのものが『ねるとんパーティー』と呼ばれることもある。また1986年から火曜ワイドスペシャルで数回特番を行い、1988年10月からは、『とんねるずのみなさんのおかげです』がレギュラー放送を開始。番組内では、『仮面ノリダー』『保毛尾田保毛男』などのコントやパロディを披露した。当時裏番組として、国民的人気番組であるザ・ベストテンがTBS系列で放送されていたが、2週目の放送で辛勝。3週目でダブルスコアをつけての完勝となった。初年度から年間平均視聴率21.4%という驚異的な数字を叩き出し、1989年から94年にかけて年間平均視聴率ランキングで、全局・全ジャンルで1位をキープした。1989年3月のスペシャル時には番組シリーズで過去最高29.5%の視聴率を記録した。更にこの頃には、13本のCM契約もしていた。1991年10月には、『闘牛』『カートグランプリ』『PK対決』などロケ主体のコーナーが人気を得た『とんねるずの生でダラダラいかせて!!』（日本テレビ）が開始した。
1995年には、一時期疎遠状態になっていたTBSでの初のレギュラー番組『ねる様の踏み絵』（その後番組名『とんねるずのカバチ』に変更）が開始。さらに同年1月には『ねるとん紅鯨団』の後継番組として開始したバラエティ番組『とんねるずのハンマープライス』（『ねるとん』と同じく関西テレビ制作、フジテレビ系）も開始した。
レギュラー番組をこなしながら、並行して音楽活動や俳優活動などのマルチタレントとしての活動も行い、「情けねえ」「ガラガラヘビがやってくる」をはじめとする曲がヒット。また1995年まで毎年全国コンサートツアーも開催する。1991年大晦日には『NHK紅白歌合戦』に初出場を果たした。
テレビ、ラジオ、歌、CMなどメディア上での活動の傍らで、1991年から2000年の10年間、毎年3月初旬に苗場プリンスホテルのブリザーディウムにて、単独コントライブ『こんと いん なえば』を開催する。
1994年7月には独立して個人事務所「アライバル」を設立。石橋が社長、木梨が副社長、残る所属タレントや事務員が平社員を務めた。当時の事務所に向かっていた途中、六本木・星条旗通りでお互い運転していた車を降り、「独立すればもっと正しい方向に向かう」と考えた石橋が、立ち話で木梨に独立の話を持ちかけた。木梨は「貴明がいいならいいよ」と二つ返事で了承したというエピソードがある。その後1997年2月に関西テレビを定年退職したフリーアナウンサーの杉本清を迎え入れ、その3年後の2000年には女猿のメンバー4人がいずれも平社員として所属した（女猿は2004年に解散し同時にアライバルを退社）。2008年12月には女優の鈴木保奈美を同じく平社員として迎え入れるものの、2018年に木梨がアライバルを退社した。これにより副社長は空席となっている。

### 安定期（1996年 - 1999年）
コンビ人気が安定期を迎えていた1990年代後半（特に1996年以降）に差し掛かると、ピンでの活動も活発になり始める。
木梨は1996年5月、「憲三郎&ジョージ山本」という演歌ユニットでヒットし、同年のNHK紅白歌合戦出場を果たしている。また1998年1月にはドラマ『甘い結婚』（フジテレビ）で個人初主演を果たした。
一方石橋は、1996年10月に初の単独司会によるレギュラー音楽番組『うたばん』（TBS）の放送が始まり、2010年3月まで13年半続いたメジャー音楽番組となった。また1997年2月に工藤静香とのユニット「Little Kiss」がヒット。1998年7月には三谷幸喜脚本のドラマ『今夜、宇宙の片隅で』（フジテレビ）に主演した。
1997年3月、『とんねるずのみなさんのおかげです』が完全終了した。同年6月に『とんねるずのみなさんのおかげでした』と改題、リニューアルし放送開始。この頃には出演する番組が軒並み高視聴率を記録している。なお、とんねるずのみなさんのおかげでしたはスタート初年度から年間平均視聴率ランキングでは3位にランクインし、とんねるずの生でダラダラいかせて!!も1999年まで常にベスト5をキープ、とんねるずのハンマープライスも裏番組に苦戦しつつもベスト10常連の番組であった。石橋単独出演のうたばんも音楽番組では2000年まで最も平均視聴率が高く、その後も1位争いを繰り広げていた。またコンビ・個人合わせて最もレギュラー番組を抱えていたのがこの時期である。
2人揃っての活動としては、フジテレビの番組スタッフと組んだ音楽ユニット『野猿』で1998年4月にデビューし、2001年までCDのリリースやコンサート開催などの活動を展開した。2人が音楽活動で揃うのは1996年にシングル「おまえが欲しい」を発売して以来2年ぶりとなった。

### 2000年代
2000年1月3日に、『夢対決!とんねるずのスポーツ王は俺だ!スペシャル』（テレビ朝日）が、正月番組として開始。番組内ではとんねるずが、一年を通して活躍した話題のプロスポーツ選手を迎えて様々な競技で対決している。10周年を迎えた2009年以降は5時間の大型特番として放送されている。2012年からは夏版も放送が開始。そして2019年には正月版が20回目を迎えている。
2004年の『FNS27時間テレビ』（フジテレビ）内で放送された『笑わず嫌い王決定戦』で、久しぶりにコンビ漫才を披露した。
2004年 - 2007年、木梨は歌・コント・フリートークを交えたソロライブ「NORITAKE GUIDE LIVE」を開催した。
2008年10月、フジテレビの木曜9時枠で冠番組をスタートさせてから丸20周年を迎えた。なお、同枠は1988年10月に『とんねるずのみなさんのおかげです』が正式なレギュラー番組となって以来、途中ドラマ出演による半年間の充電期間や『ラスタとんねるず'94』『とんねるずの本汁でしょう!!』などを挟み、『とんねるずのみなさんのおかげでした』まで続いており、厳密には2009年3月で20周年となる。
2008年9月25日、同年5月から『とんねるずのみなさんのおかげでした』の企画として始動していた『矢島美容室』をDJ OZMAと結成する事を発表し10月29日にデビュー。2人が揃って音楽活動するのは2001年に野猿が解散して以来であり、実に7年半ぶり。CDリリースやライブもさることながら、2010年には当ユニット名義の映画を公開した。

### 2010年代（ - 2018年3月）
2012年3月、木梨は5年ぶりとなるソロライブ「NORITAKE GUIDE 5.0」を開催。最終日には石橋がサプライズ出演し、1995年のコンサートツアー以来のとんねるずとしての客前歌披露を行った。
2012年9月10日、視聴者参加型特別番組『ハレバレとんねるず 略してテレとん』（テレビ東京）が放送される。テレビ東京へのコンビとしての出演は、同じく素人参加番組だった『ドバドバ大爆弾』以来32年ぶりとなり、プロになってからは初めての同局での冠番組となる。
2013年10月、『とんねるずのみなさんのおかげでした』（フジテレビ）が放送25周年を迎える。2013年11月7日の放送では、放送25周年を記念してとんねるずvs矢沢永吉の「新・食わず嫌い王決定戦」特別対決が行われた。
2014年1月14日、『笑っていいとも!』（フジテレビ）放送第8000回目のテレフォンショッキングにて、不定期として番組レギュラーでの出演が決定した。自身がメインではない番組でのテレビでのレギュラー番組は『夕やけニャンニャン』の終了時（1987年）以来27年ぶりとなる。またテレフォンショッキングの史上最長記録は1984年以来、長らく黒柳徹子（46分）が最長となっていたが、番組終了を目前にして彼らが48分22秒で更新した。2014年3月31日「笑っていいとも! グランドフィナーレ 感謝の超特大号」をもって幕を閉じた。
2017年6月、『とんねるずのみなさんのおかげでした』が単独放送開始20周年を迎える。
2017年9月、『とんねるずのみなさんのおかげでした』が『とんねるずのみなさんのおかげです』『ラスタとんねるず'94』『とんねるずの本汁でしょう!!』時代を含めて放送開始30周年を迎える。
2018年3月22日、『とんねるずのみなさんのおかげでした』が放送終了。放送回数は「おかげです」時代を含めて全1340回。木梨は2018年1月26日放送の『あさイチ』（NHK総合テレビ）にて『みなさんのおかげでした』終了後のとんねるずの活動について、「また新しい話があれば、企画できそうなことがあればやろうって」と石橋とも話している旨を明かした。

### 変革期（2018年4月 - ）
木梨が自身の個人事務所『コッカ』（現：キナシコッカ）に移籍、石橋とは所属事務所が別々となる。また約30年続いてきた公式ファンクラブ「TN Lounge」は2018年末をもって閉会。2018年4月以降は専ら個人活動がメインで、メンバー各々が活躍の場を広げている。
2019年9月、2人が個々で歌活動を開始することが同時期に発表された。 木梨は同年9月14日、自身が出演していた「氣志團万博2019」にて発表され、自社レーベル「木梨レコード」を立ち上げ、同年10月24日配信EP「木梨ファンク 〜NORI NORI NO-RI〜」でソロデビュー。現在精力的な歌手活動を展開しており、様々な歌手とのコラボや、2021年に始まった『木梨フェス』が話題になっている。一方石橋も同年9月17日、元野猿メンバーだった平山晃哉と神波憲人との3人組グループ『B Pressure』を結成し、同年11月1日に1stシングル「Freeze」でデビュー。以後1stアルバムリリース、ライブを行っていたが、2021年2月新型コロナウイルス（COVID-19）の感染拡大により活動休止。また演出家マッコイ斎藤氏と『Ku-Wa de MOMPE』を組みデジタルシングルを配信リリースした。
2020年、コンビ結成40周年を迎える。
2020年1月22日、ポニーキャニオン時代のとんねるずやソロの活動曲を含む全189曲が、サブスクリプションサービス（サブスク）で一斉配信を開始、続く2021年7月28日には歌手デビュー時に在籍していたビクター時代の音源も一斉配信された。
現在、石橋は得意分野の知識を生かしたテレビ・ラジオのMC・パーソナリティ、木梨はテレビ・ラジオのMC・パーソナリティ、歌手活動、個展開催など活躍中。また『夢対決!とんねるずのスポーツ王は俺だ!!』（テレビ朝日）は2023年で24回目を迎える。※2012年開始の夏版は含まず。
その中で近年、石橋が「ABEMA」「YouTube」、木梨が「GYAO!」「Instagram」といった動画配信サービスやSNSなどのインターネットメディア進出が大きな話題となっており、時代の変化とともに活躍するフィールドも広がってきている。
2005年に制作されていた幻の未発表曲『ゆうがたフレンド』（作詞：糸井重里／作曲：大滝詠一）が、2023年3月21日リリースの「大滝詠一 NOVELTY SONG BOOK/NIAGARA ONDO BOOK」に収録される。1996年2月リリースのシングル『おまえが欲しい』以来、27年ぶりのとんねるず楽曲となる。

### 復活期
2024年3月29日、各メディアでとんねるずの日本武道館ライブが開催されることが大々的に発表される。コンビでのライブは実に29年ぶりで、チケットは発売されれば即完売のプラチナチケットに。またライブに伴って6年ぶりにフジテレビで特番を放送。

2024年11月8 - 9日『TUNNELS THE LIVE 2024 Budokan』が開催された。二日間で延べ1万8千人を動員し、全24曲を披露した。
2025年1月2日、『夢対決!とんねるずのスポーツ王は俺だ!スペシャル』（テレビ朝日）が25周年を迎える。本放送を前に25周年記念の特別版『25周年！とんねるずのスポーツ王は俺だ!! 現役選手＆スポーツ関係者300人が選ぶスーパースターだらけの伝説名勝負ベスト25』（2024年12月16日）を放送。久しぶりの二人揃ったスタジオ収録番組となった。
| 近年の活動実績（ゲスト出演除く） | 近年の活動実績（ゲスト出演除く） |
| コンビ                           | コンビ |
| -------------------------------- | --- |
| 特番                             | 『とんねるずのスポーツ王は俺だ!!』（テレビ朝日）                                                                                                   |
| 石橋                             | |
| 特番                             | 『ザ・細かすぎて伝わらないモノマネ』（フジテレビ） 『石橋貴明THE強運マスターズ』（ABEMA） 『石橋貴明のMLB魂! 2025開幕SP』（Prime Video）           |
| YouTube                          | 『貴ちゃんねるず』 |
| 歌                               | 『B Pressure』 『Ku-Wa de MOMPE』 |
| CM                               | 『プロ野球スピリッツA』（KONAMI） 『リゲイン』（第一三共ヘルスケア（アイム） 『おっとっと』『チョコボール』（森永製菓）                            |
| その他                           | 『プロ野球スピリッツA』(KONAMI)コラボ「対決!石橋貴明のプロスピ王は俺だ!」                                                                          |
| 木梨                             | |
| レギュラー                       | 『土曜朝6時 木梨の会。』（TBSラジオ） 『木梨レコード』（ABEMA）                                                                                    |
| 特番                             | 『木梨目線! 憲sunのHAWAII』（BSフジ） 『豊さんと憲武ちゃん!旅する相棒』（テレビ朝日）                                                              |
| 歌                               | ・木梨憲武 『きみのたこ焼き』（2024年3月16日) 『No Limit feat. AK-69』（2024年10月23日) 『木梨ソウル』（2024年10月30日)                            |
| CM                               | 『クラウド人事労務ソフト「SmartHR」』（SmartHR） 『クリアアサヒ』（アサヒビール） 『GU』2021-22年秋冬キャンペーン 『サッポロ一番』（サンヨー食品） |
| 個展                             | 『木梨アート大サーカス展』（2024年12月4日-2025年1月13日）                                                                                          |
| ライブ                           | 『木梨ソウル・ザ・ライブ at Zepp DiverCity』（2025年2月7日）                                                                                       |
| プロデュース                     | 新浜レオン『全てあげよう』『炎のkiss』 青山新『TOKYOメトロブルース』                                                                               |

## 交流関係

### 世代の近い友人
石橋は素人時代に『TVジョッキー』で竹中直人と知り合い、以後親交が続いている。また『お笑いスター誕生!!』の出演者らとも交流を深めた。特にシティボーイズとはお互いネタを見せ合い評論し合う仲だった。他に小柳トム（現：バブルガム・ブラザーズのブラザートム）やコロッケ、草野球の友達としてツーツーレロレロ等と交流があった。バブルガムブラザーズや同い年のTRFのSAMとはディスコ仲間でもある。1983年の再デビューまではショーパブ出演で知り合ったビジーフォーなどと親交を深めた。特に石橋とグッチ裕三との関係は仲が非常に良く、元妻・鈴木保奈美と含めて家族ぐるみの付き合いをしている。大木こだまとは『お笑いスター誕生!!』以来の交友がある。
基本的に他のお笑いタレントと共演することを選ばず、主に番組の中にコーナーを設けて個別に好きなことをさせてもらえる環境を選び、新しいタイプのタレントの価値を模索することになる。そのため表面上は漫才ブーム系のタレントとの共演はあまりなく、同業者の交流も前出の『お笑いスター誕生』系タレントが中心だった。ただし同年代のタレントとは盛んに交流を深め、水谷豊・田原俊彦・久保田利伸・元チェッカーズのメンバーなどはプライベートでも会う友人である。

### 先輩
BIG3（タモリ・ビートたけし・明石家さんま）や笑福亭鶴瓶、所ジョージ、関根勤といったお笑い第二世代との共演は友人関係ということもあり比較的多い。島田紳助との共演はあまりなく、これは紳助が『26時間テレビ』内で放送された『笑っていいとも!増刊号』の「テレフォンショッキング」にゲスト出演した際に語っている。紳助とは『オレたちひょうきん族』や『歌のトップテン』などで頻度は少なかったものの共演経験はある。2000年代以降、さんまと共演することもほとんどなくなっていたが、2014年3月31日放送の『笑っていいとも! グランドフィナーレ 感謝の超特大号』で約15年ぶりの共演を果たした。また、木梨とさんまは2024年1月2日に放送された『さんまのまんま』でも約10年ぶりに共演している。
また、横山やすしとは『うちの子にかぎってパート2』の第2話で最初で最後の共演を果たしている。また、やすしと同学年の田村正和と関口宏とも共演した。やすしが演じた居作新太郎が経営する新聞配達店の店員の青年役を演じた。なお、やすしの相方の西川きよしとは『ぐうたらママ』、2002年11月21日放送『とんねるずのみなさんのおかげでした』「食わず嫌い王決定戦」で共演を果たしている。

### 後輩
若手芸人との共演は、当時無名だったナインティナイン、よゐこ、ココリコ、ネプチューンの原田泰造（ネプチューン結成以前の素人時代）が『ねるとん紅鯨団』出演を境に積極的になる。ナインティナインはこれを機に、東京での知名度上昇に成功している。その後、岡村隆史は1997年3月の『とんねるずのみなさんのおかげです』最終回の「仮面ノリダー最終回スペシャル」にてノリダーの分身役を演じた。その後も、ナインティナインの番組にはとんねるずが出演するなどしている。
また1990年代からは吉本興業所属の芸人とも共演が多くなり、「ダウンタウンファミリー」と呼ばれる今田耕司、東野幸治、130R、木村祐一、リットン調査団、雨上がり決死隊、ココリコ、千原ジュニアとも、共演する機会がある。爆笑問題、さまぁ〜ず、ナインティナイン、ロンドンブーツ1号2号、ネプチューン、タカアンドトシ、FUJIWARA、おぎやはぎ、アンジャッシュ、次長課長、千鳥、バナナマン、バッドボーイズ、ダイノジ、くっきー!（野性爆弾）、リリー（見取り図）、長谷川雅紀（錦鯉）、飯塚悟志（東京03）らは自らも語る通り、とんねるずの影響を直接受けた世代であり彼らの多くはとんねるずの番組へ多く出演するなどしている。
その一方でダウンタウン（浜田雅功・松本人志）との共演はほとんどなく、共演したのは1987年5月4日の『MBSヤングタウンVSとんねるず野球大会』(ラジオ同時生放送・テレビでは深夜にダイジェストが放送)でダウンタウンが「ヤンタンオールスターズ」の一員として出演、1994年10月3日放送の『FNS番組対抗!なるほど!ザ・秋の祭典スペシャル』の2回のみだった（共演はないものの同年の春の祭典や一部の年の『FNS27時間テレビ』では両コンビが揃って出演している）。また、個人同士の共演も長年なかったが、2014年3月31日放送の『笑っていいとも! グランドフィナーレ 感謝の超特大号』で約20年ぶりの共演を果たし、これがテレビでは3回目の共演となった。2016年7月29日放送の『ダウンタウンなう』で浜田の息子と石橋の娘が同じ学校で、よく会っていたことを明かし「普通の時は全然喋ってるよ」と語っている。2022年5月6日にYouTube公式チャンネルでダウンタウンについて石橋は「誰と不仲とかそういうことではないんだよ。別にダウンタウンと誰と仲が悪いだの、へったくれだのということはないんだから」と不仲を否定した。
ウッチャンナンチャン（内村光良・南原清隆）とはお笑い第三世代の括りで並べられるものの、厳密には年齢、デビュー年、デビュー後の経緯を見るととんねるずの方が先輩にあたる。共に「お笑いスター誕生」出身者であり、とんねるずも出演していた『オールナイトフジ』『夕やけニャンニャン』にも数回ではあるが新人のウッチャンナンチャンは出演していた。初共演は『オールナイトフジ』である。その後『ウッチャンナンチャンのオールナイトニッポン』がスタートするにあたり、1989年4月11日放送の『とんねるずのオールナイトニッポン』に飛び入り出演した。また1990年4月の『とんねるずのみなさんのおかげです』半年間休止のピンチヒッターとして『ウッチャンナンチャンの誰かがやらねば!』で彼らが抜擢されたのがきっかけで、続編『ウッチャンナンチャンのやるならやらねば!』に繋がった。また『とんねるずのみなさんのおかげです』の再開予告CMの終わりには、石橋が「ウッチャンナンチャンさん、ありがとうございました」と礼を述べた。1980年代・1990年代は頻繁に共演していたが、2000年代以降はコンビの共演がなくなったが、はっぱ隊が『うたばん』に出演する等単独では度々共演している。ダウンタウンと同じく『笑っていいとも! グランドフィナーレ 感謝の超特大号』にて、久しぶりにコンビ揃っての共演を果たした。

### 美空ひばり
とんねるずは美空ひばりとも生前は親交が非常に深く、「お嬢」「タカ」「ノリ」と呼び合う間柄だった。
両者の出会いのきっかけは、とんねるずの大ファンだったひばりの息子・加藤和也（現：ひばりプロ社長）の誕生会に2人が呼ばれたことである。その後も『とんねるずのオールナイトニッポン』にひばりが急遽飛び入り出演し、とんねるずが出演していた同番組の生放送中にひばり本人から電話が入るなどの過去もある。
彼らが出演していた番組を見ていたひばりから放送終了後に2人の元へ電話がかかってきて、深夜にも拘らずひばりの自宅に呼び出され夜11時頃から番組内での行き過ぎた歌パフォーマンスに対して説教を受けたことがある。その際にはひばりのコンサートビデオを延々と見させられ、ひばりが席をはずすなり石橋がビデオを早送りして何とか見終わったと思いきや、そのビデオは上巻で、続けて下巻のビデオを結局翌朝5時頃まで見せられたというエピソードがある。
1988年に東京ドームの単独コンサート第一号として、不死鳥コンサートが行われ、政界・芸能界から沢山の有名人が駆けつけていた中、とんねるずもコンサートに来ており石橋は隣に居た木梨に感動で泣くところを見られたくなかったので、必死に我慢していたがついに堪え切れず涙腺が崩壊しかけ、「ヤバい」と隣の木梨を見たところ木梨の方が先に号泣していたという。石橋はひばりに『（芸歴は）売れてから数えなさい』と言われて以来その教えを守り、「雨の西麻布」がヒットした1985年からを芸歴としてカウントすることが多々ある。

### タモリ
とんねるずが素人時代に『お笑いスター誕生!!』へ出演した際、審査員からの評価は芳しくなかったが審査員の1人であったタモリは「お前らなんだかわからねえけど面白い」と評した。この当時、とんねるずを評価していたのはタモリとその世話人の赤塚不二夫だけだった。タモリに誘われて『タモリのオールナイトニッポン』の見学にとんねるずが行った際、このままお笑い芸人として本格的に活動するべきかどうかタモリに相談を持ちかけて、「やりたかったらやってみればいい」というタモリの言葉に後押しされて本格的にプロの道を進む決心をしたという。ブレイク後も『笑っていいとも!』や『ミュージックステーション』といったタモリの冠番組にゲスト出演する機会が多く、2007年10月4日放送の『とんねるずのみなさんのおかげでした』でタモリと共演した際には、「タモさんがお笑いスター誕生の審査員じゃなかったら僕たちはこの世に出てなかった」と語っている。またその話を聞いたタモリは、『（ここまで伸びるとは思わなかったから）あの時つぶしとけばよかった』とユーモアをこめて話している。このときの対戦相手は松田聖子で、勝負に負け罰ゲームで約30年ぶりにイグアナとコンドルの着地のものまねを披露した。その後、木梨は2008年に『オールナイトニッポン40周年SP・タモリのオールナイトニッポン』にゲスト出演をしたり、タモリの誕生日のお祝いもしている。2014年1月14日、『笑っていいとも!』放送8000回のゲストでコンビとして29年ぶりに出演し、放送終了の3月までの不定曜日レギュラーを務めた。

### ビートたけし
『お笑いスター誕生』時代に草野球の助っ人要員としての始まりで交流のあったビートたけしを元祖マルチタレントの先輩として尊敬している。このことはとんねるずの著書に記載されている。若手の頃、お笑いスター誕生出演後、偶然飲み屋で会ったたけしから「東京芸人、頑張れよ!」と激励されたことがある。この言葉には「当時はたけし後の東京の漫才師で大ブレークした者が大阪芸人に比べ少なかったため、とんねるずには東京芸人の火を消さないように」とのメッセージが込められていた。ブレイク後、オールナイトニッポンの第一部担当パーソナリティー全員が集まるスペシャル番組で共演した際には、恐縮して静かなとんねるずに対して、たけしは歌を披露し「歌だして、とんねるずの人気を落としてやろうと思ったけど、俺はムリだな」と発言し、とんねるずを苦笑させている。現在も交流は続いており年1回程度、『とんねるずのみなさんのおかげでした』スペシャルで共演していた。
また、たけしの最初の弟子であるそのまんま東（東国原英夫）とは、彼がまだたけし軍団に入る前に組んでいたツーツーレロレロで同時期に『お笑いスター誕生!!』に出場していた戦友であり、深い交流関係にある。『とんねるずの生でダラダラいかせて!!』のレギュラーでもあった。
たけしがテレビで活躍していた時代は2人とも部活動に夢中であったため、芸風から影響は受けていない。2012年秋、『日曜ゴールデンで何やってんだテレビ』では、たけしと石橋が友人として共演を果たしている。

### 志村けん
石橋の中学生素人時代の相方（島崎伸一・現制作プロダクション経営）がドリフターズの付き人になったことから、志村けんは当初石橋と付き合いが深かった。しかし後に木梨との付き合いも深まり、木梨自身もキャラクター設定、コントの作り方などで志村から影響を受けたこともあり一時は「コンビ結成」の噂が立つほどだった。この件について石橋自身が志村本人に抗議して終息した。ただこの付き合いの過程の中でとんねるずはイザワオフィスとつながりを強め、これが後の独立へとつながる。
『とんねるずのみなさんのおかげでした』の「食わず嫌い王決定戦」等で共演を果たしている。

## エピソード

### 日本テレビ系番組でのエピソード・ハプニング
- 『歌のトップテン』にて、「やぶさかでない」の歌唱中に自分を映すカメラを強奪するというハプニング演出があった。当時の司会者徳光和夫と石野真子、さらには番組スタッフに迷惑をかけてしまって申し訳ないと番組終了後に謝罪した。先にカメラを強奪したのは木梨だが、石橋もつられて強奪するという演出であった。
- 正月の特別番組『とんねるずの仁義なき花の芸能界全部乗っ取らせていただきます』では馬風師匠（鈴々舎馬風）と石橋との遺恨が演出のひとつとして勃発し、銭湯で石橋の襲撃を受けた馬風師匠は逃げる石橋を裸で追った（この他にも、ドッキリ企画で相模湖に落とされたことがある）。なお、この番組では笑福亭鶴光やマイケル富岡なども同じ企画で湖に落とされている。

### TBS系番組でのエピソード・ハプニング

#### ザ・ベストテン
- 「一気!」の歌唱中にテレビカメラを倒している。石橋はこれを深刻に受け止め、弁償を考えたが、テレビ局にとってはこのようなアクシデントもそう珍しいことではなく、また故意にやったわけではないと判断され、結局は保険によって解決された。
- 1985年10月17日の400回記念、日本平（静岡市清水市[注 8]）からの生放送に出演。とんねるずがスタッフの担ぐ御輿の上に乗り、客席の間の通路を通ってステージに向かう演出だったが、神輿に観客が殺到して衣装を引っ張るなどしたために石橋が御輿に乗れず、怒って観客に掴みかかる事態にまでなった。ステージ上でも石橋は怒りが収まらず「ふざけんじゃねぇぞ！この野郎！！」「てめぇら最低だ！！」と吐き捨てて衣装の飾りを客席に投げつけたり、怒鳴り声で「雨の西麻布」を歌った。なお、この放送翌々日に放送された『オールナイトフジ』にて、番組宛に数百本の苦情電話が寄せられたことを石橋が明かしている。当時の『オールナイトフジ』は静岡にも同時ネットされており、地元の視聴者への謝罪も同様に本人達から行われていた。
- 1987年10月1日の500回記念、仙台からの生放送に出演した時、この500回記念の回出たさに、シングル「おらおら」が初登場時にランクインするよう発売日を合わせたことを公言している。

#### うたばん / とくばん
- 木梨が番組内で獲得した商品をカメラにぶつけ転倒させている。木梨は「大丈夫ですか？保険に入っていますよね？」とわざとらしくマネジャーの尾崎に確認し、大袈裟な様子でそそくさと逃げるように撤収した。カメラは無事だった。その様子を見ていた中居正広が観客を煽ったことで、場内は「オールナイトフジ以来！」コールになった。なお、当該放送回はスペシャルのため、番組名は「とくばん」である。

#### クイズダービー
- 1986年、ギャンブラーとして出場したとき、番組史上初めて第1問でいきなり持ち点3000点全部をはらたいらに賭けようとした。はらは確実に答えると見てこの行動に出たが、司会の大橋巨泉が「おまえらふざけるんじゃないぞ、少しは番組のことを考えろ、はずれたらなくなっちゃうからやめなさい！」と怒られたため、賭けることはできなかった。なお、番組の歴史上第1問で3000点を賭けようとしたのはとんねるずと若山富三郎（とんねるずとは逆で、番組に参加する気が全くなかったという理由）のみである。なお、とんねるずは後に『とんねるずのみなさんのおかげでした』（フジテレビ）で、クイズダービーのパロディである「トークダービー」の企画を始めることになる。

### フジテレビ系番組でのエピソード・ハプニング

#### オールナイトフジ
- 1985年1月19日「一気!」の歌唱中、興奮した石橋が1台1500万円するテレビカメラの雲台を強く握って揺さぶっているうちに、雲台がバランスを崩し横倒しに。後にスタッフによって「正直に石橋の悪ふざけと申請したため、カメラはフジテレビが掛けていた保険では修繕されなかった」と話されているものの、フジテレビ側が経緯や状況を話したところ、どうにか保険は下りたという。それから数年はフジテレビのNG名場面集番組などでその場面が、倒したカメラを前におののく二人の姿と共に、繰り返し名場面として流されている。また同番組では「青年の主張」を歌いながら、建物2階分程度の高さのセットの上や、天井から吊り下げられていた照明によじ登るなどのパフォーマンスを行い、1989年3月26日の放送では登場時にフロアサブへよじ登ろうとして転倒、親指を突き指している。セットの上によじ登った際は、カメラクレーンに乗り移り、救助されている。カメラ転倒事件から約30年後の2014年11月3日放送の『ライオンのごきげんよう』にゲスト出演した際、石橋が「カメラは倒したのではなく、カメラのクレーンを持った際、カメラが誤って浮いてしまい倒れた」と釈明している。

#### 夕やけニャンニャン
- 「ニャンニャン腕相撲」で、恒例の木梨の「ロッキー!」の掛け声をきっかけにした大騒ぎに乗じて石橋に跳び蹴りをした観客の一人を、石橋とマネジャーのボブ市川が捕まえたことがある。
- 同じく「ニャンニャン腕相撲」で、石橋の服に観客からケチャップをかけられ、番組終了後に観客を全員残してVTRを確認した後にスタッフと共にその観客1人に対し説教を行ったことがある（ケチャップ事件）。

#### 夜のヒットスタジオ
1985年から1989年にかけて、20回以上にわたり番組に出演し、さまざまな話題を提供した。石橋・木梨ともに『ベストテン』と同様に『夜ヒット』に対しても相当の思い入れがあり、「みなさんのおかげでした」など自身の番組ではこの番組に関連したエピソードをよく紹介している。
- コーナーのひとつであるオープニングメドレーではヒッピー風、羽織袴姿などといった怒髪天な衣装で登場し、次に登場する歌手の持ち歌をあえて音程を全て外して歌ったり、DJ風のアナウンスで次の歌手の紹介を行っていた。
- チーフディレクターを務めていた井上信悟とは『夜ヒット』出演を重ねて親交を深めるようになった。
- 番組を見ていた親交のある美空ひばりから放送終了後、深夜であるにもかかわらずひばりの自宅に呼び出され、番組内での行き過ぎたパフォーマンスなどに対して説教を受けたことがある[29]。
- 1985年4月17日放送に『一気!』で初登場。当日は、フランク・シナトラが東京の日本武道館でのコンサート終了後にリムジンで駆けつけ、旧・河田町本社玄関で司会者と当日の出演者が一同に介して並んだ際、石橋・木梨の2人がいきなりシナトラに握手を求めたため、司会の井上順に真剣に注意された[30]。
- 1986年6月、「やぶさかでない」での出演時、歌が佳境に差し掛かった辺りで意図的な演出として、共演していた大勢の女性バックダンサーに一斉に襲いかかられ、石橋はズボンを脱がされ、下半身はブリーフパンツ一枚という姿になり、その姿のままスタジオを走り回って歌を締めくくるという「オチ」が付いた。これらの場面は番組史上に残る「迷」シーンの一つとして後年の総集編でも定番ネタとなっている。
- 1987年3月、「嵐のマッチョマン」で初の番組トリで歌を披露。この際、郷ひろみら他の出演者が途中から歌に参加して、一気にヒートアップし、賑やかに番組を締めくくった。
- 1987年10月のリハーサル中、マンスリーゲストとして出演する久保田利伸に五木ひろしが後ろから何度も蹴りを入れているのを見兼ねた石橋・木梨の二人は、久保田をかばって仲裁に入り、事態は収束した。久保田はこの一件以降、とんねるずと親交を持つようになった。
- 1987年12月、つのだ☆ひろの作品「メリー・ジェーン」をそのままもじった「ジャニー・ジェーン」なる歌を披露。この際、サプライズゲストとしてつのだ本人が階段から「メリー・ジェーン」を歌いながら登場した。

#### スターどっきり㊙報告
- コラおじさんショートネタで引っかかった時に唖然として怒りそうになる石橋に木梨が「これ12チャン（現：テレビ東京）のどっきりじゃないよ、疋田どっきり（この番組の制作班が夜ヒット班という意味）だよ、挨拶しておいたほうがいいよ。」と言って宥めていた。それを聞いた石橋はすぐさま「ありがとうございまーす！よろしくお願いいたします！」とカメラに向かって頭を何回も下げていた。

#### 新春スターかくし芸大会
1984年の第21回以降一時期常連のように出場しており、1996年の第33回で司会を務めたこともあった。
- 1984年の第21回

難極物語 - 二人でペンギンの衣装を着て出演した。ちなみに、当時のプロデューサー王東順にセリフもない台本読みに呼ばれたことが相当悔しくて、ラ・ポルトのサンドイッチが食えなかったそう。これを売れていなかった時代の汚点として、以後、かくし芸に出るたびに「○年前はペンギンでした」と発言している。後に、仮面ノリダーの「ペンギン男」の回では石橋が第2制作部（当時）に乗り込み、王から謝罪を勝ち取っている。
- 1987年の第24回
  - ワンスアポンアタイムインジャパン - 田原俊彦、中森明菜、とんねるず、中山美穂、中村繁之、前田美波里
    - とんねるずの石橋が最後のシーンで「今、夜中の4時です。〜3年前はペンギンでした。」と、ロケのための待ち時間を嘆くコメントを言っていた。

  - 曲芸PartII カマヌンチャク - 中森明菜、とんねるず
    - とんねるずの石橋はここで右手にカマのかすり傷を負ってしまった。「3年前はペンギンでした。」をここでも連発していた。 中森明菜は蛍光灯の上に乗ったまま静止する芸等をやった。

#### 森田一義アワー 笑っていいとも!
2014年にレギュラーに。『笑っていいとも!』が終了する直前でもある。以降、石橋、木梨共に出演中（番組終了までの記録）。
- 1月14日（火曜日）放送にて、名物コーナー「テレフォンショッキング」に黒柳徹子が1984年3月に記録した46分を上回る48分22秒出演。その中でタモリに直訴し、番組レギュラーになった。なお、その未公開シーン（19日）で、「（残り）10週なんで、2人で5週ずつ」と宣言した[31]。
- 1月23日（木曜日）放送にて、木梨がレギュラー初出演。笑福亭鶴瓶が話そうとした瞬間にスタジオの天井からワイヤで降下し、彼の首を絞め上げるというドッキリの形で登場シーンで木梨が登場した。総合司会のタモリによると、（この登場方法は）いいとも史上初めて、とのことである[32]。
- 1月29日（水曜日）放送にて、石橋がレギュラー初出演。水曜日のレギュラーコーナーに次々と参加した。「爆笑問題」太田光より「転校生を紹介します。帝京高校をタバコを吸って退学になった石橋貴明君です」と紹介、それに対し「迷惑かけないようにします」とあいさつ[33]。
- 2月3日（月曜日）放送にて、木梨が2度目の出演。今度は、突然箱の中から現れるというドッキリの形で再び登場した[34]。
- 2月6日（木曜日）放送にて、木梨が3度目の出演。歌手の郷ひろみも出演のテレフォンショッキングのコーナーで、「お嫁サンバ」のブラジルサンバの踊り子に紛れ込んで木梨が3度目の出演。『郷は「実は2日前にのりちゃんに電話して…」というと「手伝えって電話が来た」と木梨が返し「2日間打ち合わせしました」』ということである[35]。
- 2月14日（金曜日）放送にて、石橋が2度目の出演。タモリが「貴明、金曜日はどう?」と質問すると「いいですね。金曜日。俺、金曜日にします」と金曜日出演が決まった[36]。
- 2月18日（火曜日）放送にて、木梨が4度目の出演。木梨の仮面をかぶった10人の中から本物を当てるクイズを実施。ところが、そこにはおらず、実際には「noon boyz」の野澤祐樹に扮し登場した[37]。
- 2月24日（月曜日）放送にて、石橋が3度目の出演。転んだ時に骨折したというアンケートで7連続クリアを果たした。
- 3月7日（金曜日）放送にて、木梨が5度目の出演。今回は木梨がスタジオではなくハワイからの中継で出演した。
- 3月13日（木曜日）放送にて、石橋が4度目の出演。タモリ（福岡）、鶴瓶（大阪）、石橋の3人のフリートークコーナーの東京都代表として出演していた。
- 3月18日（火曜日）放送にて、石橋が5度目の出演。インフルエンザで欠席のバナナマンの日村勇紀に代わり、コーナーの司会をした。
- 3月20日（木曜日）放送にて、木梨が6度目の出演。木梨が同じく不定期レギュラーである岡村と2人で、スパイダーマンになって、鶴瓶にドッキリを仕掛けた。
- 3月31日（月曜日）放送『グランドフィナーレ特大号』にて、とんねるずが出演。コンビでのレギュラーとしての出演はこれが最初で最後だった。また、ダウンタウン（浜田雅功・松本人志）と約20年ぶりに共演、元レギュラーの明石家さんま・ウッチャンナンチャン（内村光良・南原清隆）・ナインティナイン（岡村隆史・矢部浩之）や現レギュラーの笑福亭鶴瓶・中居正広（SMAP）・爆笑問題（太田光・田中裕二）との共演も果たした。

#### その他の番組
- 2001年の『FNS27時間テレビ』では、石田弘（通称ダーイシ）に扮した石橋が港浩一（通称小港）に扮した木梨とのゴルフパター対決で、石橋がわざと大振りでスイングしたゴルフボールが大型モニターに直撃し大きく割って破壊している。しかしこの時はオールナイトフジのようには動じず石田と港のキャラを演じ続け笑いをとっていた。
- 2008年10月29日、矢島美容室が『笑っていいとも!』に出演した際、「曜日対抗いいとも!選手権」にて、ストロベリーが競技中に風船を割ってしまうハプニングが発生した。生放送であるため番組放送内に再度行うことができなくなり、放送終了後に再チャレンジすることとなった。

### テレビ朝日系番組でのハプニング

#### ミュージックステーション
- 1988年3月11日放送で、『炎のエスカルゴ』を当時のテレビ朝日六本木センター屋上で披露した際、金網のフェンスをよじ登り、石橋はフェンスの上にまたがり、木梨に至ってはフェンスの外に落ちてしまい、スタジオでこの様子を見ていた諸星和己は唖然としていた。エンディングでは、木梨が指を切ってしまったため、靴下をギプスする形で登場し、「26（歳）にもなって準備体操なしにやったから」と自虐発言をした。

#### その他の番組
- 1989年1月30日放送の『大爆笑!テレビ30年夢のオールスター大集合 (生) スペシャル』では、他の出演者がオリジナルソング（番組内では『お祝いの歌』と表す）を普通に歌っていたのに対して、木梨が『仮面ノリダーぶっとばすぞのテーマ』の1番の歌詞に変えて歌い始めてしまい、また当番組の演出・担当プロデューサーが夜ヒットを担当していた疋田拓であったことから二人で「♪：拓さんおめでとうー！」を連呼し会場からは大爆笑が巻き起こった。司会の芳村真理は、もう一度歌うよう促すも、その後木梨はアドリブの替え歌を歌い出し、会場を盛り上げた。またこのとき石橋が、番組のビッグバンドからエレキギターを借り、弾く真似をしたため、もう一人の司会であったタモリからは「ギターの弦が切れた」と伝えられた。

### 舎弟軍団「もっこりーず&ぺにーず」
『オールナイトフジ』のとんねるずコーナーで募集を行った舎弟軍団。
石橋曰く「俺達のガンバルマンズだ!」との通り、カニを口でくわえたりさせられたり体力型の試練ゲームをチーム対戦型で『憲武チーム』と『貴明チーム』に振り分けて展開した。メンバーは古賀薬局、ボッキー潮田等。ユニフォームはもっこりーずが上半身裸で赤いタイツ、ぺにーずが同じく黒いタイツ。双方登場のテーマ曲があり、もっこりーずが『♪も、も、も、も、もっこり〜ず〜♪』とボッキー潮田がフォークギターを弾きながら本日のテーマに合わせた歌詞にアレンジして熱唱しつつ皆で組み体操のような振り付けを決める。というもの。対してぺにーずは宴会ノリで『♪ぺぺぺい、ぺぺぺい、ぺぺぺいぺい♪ぺにーずの、ちょっといいとこ見てみたい♪（アレンジが入り最後に）あんたはお強い♪』である。特定のメンバーはそのまま夕ニャンにも出演。このメンバーの中にはそのままオールナイターズと結婚したメンバーもいる。オールナイトフジの最終回に可能な限りのメンバーを集め一度だけ再結成された。
それから時を経て、2005年9月に放送された『とんねるずのみなさんのおかげでした』の特番「とんねるずの石田さんのおかげでしたオールスター大感謝祭」に古賀とボッキーが出演。とんねるずの二人と再会を果たすが、その際木梨に「懐かしすぎて誰かわかりません」と言われた。なお、ボッキー潮田のみ現在音楽活動を東京都内を中心に継続している。

### 過去の出演作品・CDなど
版権については厳しく、例として2004年に発売された『夕やけニャンニャン』のDVDでは出演箇所はモザイクで消され、CSで再放送されている番組（『ひょうきん族』など）でも彼らのシーンはカットされるか、放送されない回も多い。TBSの『王様のブランチ』の瞬間最高視聴率ランキングや『中居正広の金曜日のスマイルたちへ』のゲストの過去のアーカイブ映像紹介でも、『うたばん』での石橋部分を、『ゲンセキ』での木梨部分を極力カットするなどしていた。また自身の冠番組の再放送や、外部への二次使用的な映像放出も少ない。
これは一説に、版権管理に厳しいイザワオフィス傘下で独立し事務所を構えたことや、それまでにも所属事務所を転々としてきたため版権関係が複雑化しているのが原因とされている。実際、ベストアルバムが発売される際には「○○所属時代のベストアルバム」と分類されることがほとんどである。記載されている通り過去映像などはほぼ再放送はされていなかったが、2012年1月1日から1月3日までCS放送のホームドラマチャンネルでとんねるずがデビュー当時に出演していた日本テレビの『お笑いスター誕生!!』の選りすぐりの3本を放送した「お笑いスター誕生!! セレクション」の1月3日に放送されたとんねるずが10週勝ち抜きグランプリを獲得した放送分が放送され、2017年からTBSチャンネル2で出演作の「時間ですよふたたび」「~たびたび」の再放送が行われるようになった。

### 秋元康との出逢い
1983年に新事務所所属となった頃、とんねるずを面白いとテレビ局の一室に呼ぶよう手配した人物がいた。それが当時新進の放送作家だった秋元康であり、ネタ見せ後そのネタからつかこうへいの影響を洞察した秋元は本人らにこれを確認するが、彼らはつかこうへいの名前すら知らなかった。その事実が秋元を驚かせ、それを機に秋元はとんねるずに可能性を感じ、以後彼らの筆頭ブレーンとして番組構成や作詞をはじめとした様々なアイデアをとんねるずと共に形にしていくこととなる。

### 下克上タレント
とんねるずに関しての初期文献広告批評とんねるず特集では、彼らを「下克上タレント」と評している。芸人間では通常上下関係に関しては非常に厳しいが、とんねるずは「生意気」、「成り上がり」、「下克上」など媚びぬことをスタンスに定めている部分があり、志村けんや笑福亭鶴瓶などの先輩芸人相手にすら、番組中志村けんへ突然攻撃を仕掛けたり、鶴瓶へ「ねぇ、笑福亭」と屋号だけで名前を呼ぶなど、なかば意図的に芸人の礼儀を裏切ることがある。しかしとんねるずは芸として無礼にふるまったとしても控え室では「志村さん」、「鶴瓶師匠」と呼びきちんと礼を踏まえている。

### 元祖アイドル呼び捨て芸人
お笑いタレントがバラエティ番組の中で出演アイドルを面と向かって呼び捨てにする場面は、礼儀として、また業界の暗黙のルールとしても“御法度”だった。これは旧世代の芸人/漫才師のあり方に由来する。とんねるずが台頭するまでの1980年代前半以前のお笑い芸人の仕事は演歌歌手の前座が多く、正月の隠し芸大会などでもあくまで歌手や人気アイドルを引き立てる幇間であり、「歌手のおかげで食べさせてもらえる」という色物意識が強かった時代の名残である。これは、萩本欽一、タモリ、ビートたけしでさえも、誰かを呼び捨てにするのは、本やラジオ、テレビの各メディアで本人がいない場所に限られていた。これは明石家さんまを含めた漫才ブーム系芸人でも同様に守られており、呼び捨てはあくまでも芸人の先輩後輩や仲間の“同業者間”でのみ許されるものだった。これを侵せば業界から抹殺されかねないほどの約束事とも言え、対スポーツ選手でもこれは同様だった。
とんねるずが提示したルールは明快で、「年齢が上か下か」という点にのみ基準を置いている。年下は問答無用で呼び捨て、そして年上の先輩芸人やスタッフ、関係者には目上であっても“ちゃん”付けかあだ名を付けて呼ぶというものである。素人系のオールナイターズからおニャン子までは躊躇なく呼び捨て、アイドルに対しても、当初から比較的絡む率が高かったシブがき隊辺りから、「薬丸、テメー!」のような呼び捨てもハッキリと確認されるようになる。それ以後は、必要に応じて呼び捨てにしている。

## メディア出演
とんねるずとしての出演作品を記載。個別での出演作品は「石橋貴明の出演作品」、「木梨憲武の出演作品」を参照。

### 現在の出演作品
スペシャル番組
- 夢対決!とんねるずのスポーツ王は俺だ!!スペシャル（2000年1月 - 、テレビ朝日）

## 受賞歴
素人時代
1979年
- TVジョッキーザ・チャレンジ第3代チャンピオン獲得（石橋）
- TVジョッキーザ・チャレンジ第1回グランドチャンピオン大会にて初代グランドチャンピオン獲得（石橋）

1980年
- TVジョッキーザ・チャレンジ第5代チャンピオン獲得（木梨）
- TVジョッキーザ・チャレンジ第3回グランドチャンピオン大会にて第3代グランドチャンピオン獲得（木梨）

デビュー後
1981年
- お笑いスター誕生!!第2回ゴールデンルーキー賞特別敢闘賞

1982年
- お笑いスター誕生!!10週勝ち抜き第6代グランプリ獲得

| お笑いスター誕生での戦歴  | お笑いスター誕生での戦歴 | お笑いスター誕生での戦歴 |
| ------------------------- | ------------------------ | --- |
| 1980年7月12日 -           | 貴明&憲武                | （グランプリシリーズ）アマチュアとして挑戦。5週目で落選。 |
| 1981年5月9日 -            | とんねるず               | （グランプリシリーズ）改名しプロとして挑戦。5週目から再挑戦、10週目で落選。 |
| 1981年7月4日 - 82年1月3日 | とんねるず               | ●第2回ゴールデンルーキー賞 「激突シリーズ」（グランプリシリーズ「銀賞」獲得者から15組エントリー）と 「決戦シリーズ」を勝ち抜き「最終決戦」へ。 優勝はアゴ&キンゾーとなり特別敢闘賞（事実上の第2位）。 |
| 1982年4月10日             | とんねるず               | （グランプリシリーズ）10週目再挑戦合格、グランプリ獲得。 |

1985年
- 第18回全日本有線放送大賞上半期新人賞「一気!」
- 第18回日本有線大賞最優秀新人賞 「雨の西麻布」
- 第18回全日本有線放送大賞最優秀新人賞 「雨の西麻布」
- 第14回FNS歌謡祭特別賞「雨の西麻布」
- 第11回全日本歌謡音楽祭話題賞
- 第23回ゴールデン・アロー賞芸能賞新人賞

1986年
- 第14回銀座音楽祭特別賞
- 第5回メガロポリス歌謡祭特別賞
- 第12回全日本歌謡音楽祭特別賞

1987年
- 第10回日本アカデミー賞話題賞 「そろばんずく」[39]

1988年
- 第26回ゴールデンアロー賞芸能賞

1989年
- 第6回ATP賞'89タレント部門賞
- 第6回ATP賞'89番組部門賞 「ねるとん紅鯨団（IVSテレビ制作／KTV）」

1991年
- 第22回日本歌謡大賞大賞 「情けねえ」

1996年
- 第38回日本レコード大賞企画賞（憲三郎＆ジョージ山本） 「浪漫-ROMAN-」

1999年
- 第41回日本レコード大賞企画賞（野猿） 「STAFF ROLL」

## 音楽活動
とんねるず以前にも、お笑い芸人（コメディアン）の音楽活動はあったが、企画物としてではなく、まったくの独立したプロアーティストとしての成功した前例はなかった。コンスタントにランキング上位入りさせるヒット曲を量産、音楽賞受賞、数十か所に及ぶ全国コンサートツアーを開催するなど、音楽界での実績も残している。（お笑い芸人音楽作品総売上枚数（ソロ・参加ユニット込み）歴代1位※オリコン調べ）

### 変遷

#### 1980年代
1981年、コンビ名を「貴明＆憲武」から「とんねるず」へと改名し、『お笑いスター誕生!!』に挑戦していた最中に、テレビ番組で初レギュラーとなった『モーニングサラダ』に出始めの駆け出しの無名新人だった彼らが、テレビアニメ『新・ど根性ガエル』の主題歌にいきなり抜擢され「ピョン吉・ロックンロール」を初のシングルとして発売。翌年、1982年には徳間ジャパンから企画物シングル「ヤバシびっちな女デイト・ナイト」を発売する。その後コンビの人気が開花し始めた時期に、ビクター音楽産業に籍を置き、1984年12月リリースの「一気!」（一気ブームを巻き起こす）を皮切りに音楽活動が本格始動していく。自身最初のオリコンTOP10入り(5位)となった「雨の西麻布」で歌手としての知名度も一段と上がり、ランキングの上位常連となっていった。
評価を受けた彼らは、数々の音楽賞レースにノミネートされ、賞を獲得していった。（受賞歴 を参照。）
当時は多くの音楽番組にも出演していき『ザ・ベストテン』（TBS）、『夜のヒットスタジオ』『FNS歌謡祭』（フジテレビ）、『トップテン』（日本テレビ）、『ミュージックステーション』（テレビ朝日）などに出演。
1986年5月リリースの「やぶさかでない」から、レコード会社をビクター音楽産業からキャニオンレコード（現：ポニーキャニオン）に移籍している。
1988年秋、『ザ・ベストテン』と同時間帯で『とんねるずのみなさんのおかげです』を始めたこともあり、それ以降は『ザ・ベストテン』に配慮して同番組が放送終了した1989年9月まではシングル発売を控えた。コンスタントにシングルを出してきた彼らであったが、結局『ザ・ベストテン』が放送終了後もシングルは暫く発売されず、1988年7月発売の「YAZAWA」から1991年5月発売の「情けねえ」までの約3年間で発売したシングルは、『とんねるずのみなさんのおかげです』を半年間休止（代替番組は『ウッチャンナンチャンの誰かがやらねば!』）していた間に放送された日本テレビ系列土曜グランド劇場『火の用心』の主題歌「どうにかなるさ」(伊集院静作詞)のみであった。
1989年11月7日には「とんねるず NO TEUCHI」と題して東京ドームでの単独コンサートを行っている。
音楽活動開始初期（ビクター在籍時からキャニオン移籍初期）は「一気」などのコミックソングのような曲を歌っており、「雨の西麻布」「歌謡曲」「迷惑でしょうが…」などの日本歌謡、「嵐のマッチョマン」「炎のエスカルゴ」などのラテン系ディスコソングなど、様々なジャンルを展開した。

#### 1990年代
人気絶頂を迎えていた彼らは本業のお笑いタレント活動に再び軸足を置いた事もあり、一時期歌手活動は減り（但しコンサートツアーは毎年コンスタントに開催している）、1990年前後のシングル発売はほとんど無かったが、久々のシングル発売となった1991年5月リリース「情けねえ」を転機に、歌手としてもさらに大きな飛躍を迎える。「情けねえ」では数か月もの間オリコンチャートの上位に位置するロングヒットを記録。同曲にてその年の第22回日本歌謡大賞の大賞を受賞。ついには第42回NHK紅白歌合戦に初出場を果たした。紅白ではパンツ一丁で出演して「受信料を払おう」というペインティングをして話題になり、歌手別視聴率では2位を記録した（なお1位は大トリの谷村新司）。
次のシングル「ガラガラヘビがやってくる」では初のオリコン1位を獲得し、ミリオンセラーを記録する自身最大のヒット曲となった。1992年度の年間シングルチャートでは6位を獲得。当初この楽曲は『とんねるずのみなさんのおかげです』のオープニングテーマ用としてサビのみ書き下ろされ、CD化されるにあたり、その後サビ以外の部分も作曲して発売された。番組オープニングで曲といっしょに映像で流れていたクレイアニメーションは、その後「がじゃいも」等々で使われる。
その後、「一番偉い人へ」では2週連続1位を獲得。「がじゃいも」でも1位を獲得した。続く「フッフッフッってするんです」もヒット。1990年代に入ってからは「ガラガラヘビがやってくる」や「がじゃいも」などのコミックソングの一方で、「情けねえ」や「一番偉い人へ」などの社会風刺を含んだメッセージ色の強い曲が主体になっていく。

#### 活動休止後（企画ユニット時代）
1996年シングル「おまえが欲しい」のリリースを最後に、「とんねるず」名義での音楽活動は事実上休止しているが、以降も様々なスタイルのユニットを組んで活動を続けている。
- 生ダラ発ユニット（1996 - 1997年）

木梨は1996年に山本譲二との演歌デュオ「憲三郎&ジョージ山本」を結成。北島三郎（原譲二名義）作詞作曲による「浪漫-ROMAN-」で、売上20万枚超のヒットを飛ばし、その年の『第47回NHK紅白歌合戦』に出場を果たしている。歌手別視聴率では4位を記録した。一方石橋は、自らがプロデューサーとなってヒットを生みだすと意気込んで始まった企画で、1997年に工藤静香とのデュオ「Little Kiss」を結成する。三貴・カメリアダイヤモンドのコマーシャルソングとなった「A.S.A.P.」はオリコンランキングでトップ3入りし、売上50万枚のヒット。また定岡正二とデビット伊東との3人組バンドで、作曲に佐野元春が参加した「ANDY'S」（当初のユニット名は「生殺（なまごろし）」だったが、神戸連続児童殺傷事件の影響で改名）も結成しており、シングル「FREEDOM」をトップ10入りさせるなどヒットさせている（全て『とんねるずの生でダラダラいかせて!!』内で結成）。1997年暮れには、当番組で結成した全ての音楽ユニット（CD発売されなかった「サーフノリダーズ」などを含む）が集結し、合同コンサートを渋谷公会堂で開き完結した。その後、音楽系の企画は「とんねるずのみなさんのおかげでした」に引き継がれていく。『生ダラ』でのユニットは全て石橋か木梨のどちらか一方のみが参加するというユニット形態での音楽活動だった。
- 野猿（1998 - 2001年）

1998年、『とんねるずのみなさんのおかげでした』内で番組スタッフと結成した「野猿（やえん）」で、2年ぶりに2人揃って音楽活動を再開することになる。当時番組のコーナーでとんねるずがKinKi Kidsのパロディをした際、バックダンサーとして踊っていた番組スタッフが2人の目に止まり、「CDデビューあるか?」と話が盛り上がりスタートした。元々スタッフのみで結成する予定だったが、ボーカルを決めるオーディションを行った際、まともに歌えるメンバーが少なかったために、ボーカル面で不安を感じた秋元の助言で、一緒に審査していたとんねるずが急遽歌収録に参加することになり、そのまま加入する運びとなった。当初は1曲限定の思い出作りであったが反響が大きく、最終的には98年から01年までの約3年間活動が行われた。当グループでは、メンバーの脱退や加入など、曲リリース毎に様々な展開がなされた。活動期間内に計11枚のシングル、3枚のアルバムがリリースされ、すべてのCDがオリコンチャートトップ10入りを果たす。NHK紅白歌合戦にも1999年と2000年に2年連続で出場。また1999年には横浜アリーナ、2000年には日本武道館3デイズ、2001年にはコンサートツアー「撤収」を開催し大阪城ホール、名古屋レインボーホール、国立代々木競技場第一体育館3デイズ、更に「完全撤収」と題して同所で追加公演2デイズと大きな会場でのライブも行われた。この代々木でのライブを最後に野猿は解散（『撤収』と呼んでいる）した。そして撤収して10年の節目を迎えた2011年3月9日には、全ての楽曲（全50曲）の着うた配信を開始した。野猿撤収後は再び、それぞれが単独で音楽活動を継続する。（単独での音楽活動は石橋貴明、木梨憲武を参照。）
- 矢島美容室（2008年 - 2010年、2012年3月）

2008年、『とんねるずのみなさんのおかげでした』内でDJ OZMAと「矢島美容室」を結成。7年以上の月日を経て2人が揃って音楽活動を再開。「矢島工務店」を見てバンドを始めたというDJ OZMAと話が盛り上がり企画がスタートした。とんねるずとDJ OZMAのプロデュースで、ネバダ州から来た母娘による3人ユニットである。楽曲は作詞が脚本家・放送作家の遠藤察男が担当、作曲はDJ OZMA自らが担当している。デビュー曲「ニホンノミカタ -ネバダカラキマシタ-」は、音楽配信で170万ダウンロードを記録（2008年当時）。オリコンCDチャートでトップ3入りのヒットを飛ばす。同年12月20日には国立代々木競技場第一体育館でライブを開催。その後も活動は継続され、計5枚のシングル、2枚のアルバムがリリースされている。2010年にはスクリーンデビューを果たす。彼女達がデビューを果たすまでを描いた映画『矢島美容室 THE MOVIE 〜夢をつかまネバダ〜』が4月29日から全国公開。全国上映に先駆けて3月22日に東京国際フォーラム、4月11日に建設中の東京スカイツリーで初めてのイベントとなった映画公開イベントを開催。また舞台挨拶が東京、福岡、大阪、名古屋で開催された。
その後、フジテレビ社屋移転15周年音楽番組『とんねるずが生放送！音楽番組全部見せます！〜名曲で元気になろう！』にて復活。「ニホンノミカタ」を披露した。

#### 幻の楽曲(2005年)
しかし実は、野猿解散（2001年3月）と矢島美容室初披露（2008年9月）の間の時期にあたる2005年、大瀧詠一が作曲、糸井重里が作詞し、二人のレコーディングまで済ませていたとんねるずの新曲「ゆうがたフレンド」が存在していた事が後に石橋の口から明かされる。「とんねるずのみなさんのおかげでした」のOP曲として石橋が大滝詠一に依頼したこの曲は、石橋が意図していた方向性とは違うフォーク調の楽曲だったことから世に出ずお蔵入りとなり、翌2006年、詞とタイトルはそのままでムーンライダーズの楽曲として発表されていた。

#### 2010年代
目立った歌手活動は行っていなかったが、2012年3月の木梨のソロライブ『NORITAKE GUIDE 5.0』の最終日に石橋がサプライズ登場し、「一番偉い人へ」「迷惑でしょうが」「情けねえ」を久しぶりに客前でライブパフォーマンスした。また自身のテレビ番組や『FNS歌謡祭』に2012年から3年連続で出演するなど、二人で歌のステージに立つ機会は度々あった。2018年3月の「とんねるずのみなさんのおかげでした」最終回では、作曲家の後藤次利、藤井尚之ら豪華メンバーによる生バンドで「情けねえ」を披露している。

#### 令和元年 - 現在
2019年秋、同時期に二人が個々の歌活動を開始した。
木梨は9月14日、自身が出演していた「氣志團万博2019」にて、自社レーベル『木梨レコード』を立ち上げ初のソロ歌手デビューすることを発表。10月24日に配信EP『木梨ファンク 〜NORI NORI NO-RI〜』でデビューし配信系チャートで6冠、12月11日発売のアルバム『木梨ファンク ザ・ベスト』では8冠を獲得した。2022年現在、計4作のEP、1作のアルバムをリリースしている。また音楽番組の出演、ライブや『木梨フェス』を開催するなど、歌手活動を活発に行っている。
石橋は9月17日、元野猿メンバーの平山晃哉と神波憲人との3人組ユニット『B Pressure』の結成を発表。彼らの楽曲を数多く手がけてきた秋元康、後藤次利コンビによる1stシングル『Freeze』で11月1日にインディーズからデビュー。御披露目ライブ『サビ落とし』と題したライブハウスツアーを行う。しかしその直後に新型コロナウイルス（COVID-19）の感染拡大で活動が困難となり活動休止となった。その後自身のYouTubeチャンネル「貴ちゃんねるず」で演出家のマッコイ斎藤氏と『Ku-Wa de MOMPE』というユニットを組み、2020年10月2日に配信シングル『Stranger to the city』をリリースし、配信ランキングでランクインする。
その中、とんねるずとしては、2020年1月22日からポニーキャニオン時代の楽曲、2021年7月28日からビクター時代の楽曲が、各種インターネット配信サイト（サブスクリプションサービスを含む）にて配信が開始された。
また、前述の幻の曲『ゆうがたフレンド』も、2023年3月21日リリースの大瀧詠一の企画アルバム『大滝詠一 NOVELTY SONG BOOK/NIAGARA ONDO BOOK』に収録され、制作から18年後にようやく日の目を見ることとなった。とんねるずの楽曲としては1996年リリースの『おまえが欲しい』以来27年ぶりとなる。
28年ぶりの日本武道館
2024年3月29日、「とんねるず  THE LIVE」と題して11月8日、9日に日本武道館にて単独コンサートを開催することを発表。1995年以来28年ぶりの単独コンサートとなる。

2024年11月8 - 9日、「情けねえ」でオープニングを飾った『TUNNELS THE LIVE 2024 Budokan』は、有名ヒット曲やファンに人気のアルバム・カップリング曲を含む全24曲を披露した。またライブ中には石橋が今後のライブ開催を示唆した。この模様は12月にフジテレビのFOD (動画配信サービス)で配信。

### NHK紅白歌合戦出場歴
| 年度/放送回               | 名義                        | 回 | 曲目          | 出演順 | 対戦相手   |
| ------------------------- | --------------------------- | -- | ------------- | ------ | ---------- |
| 1991年（平成3年）/第42回  | とんねるず                  | 初 | 情けねえ      | 22/56  | 山本リンダ |
| 1996年（平成8年）/第47回  | 憲三郎&ジョージ山本（木梨） | 初 | 浪漫〜ROMAN〜 | 31/50  | 瀬川瑛子   |
| 1999年（平成11年）/第50回 | 野猿                        | 初 | Be Cool!      | 27/54  | 浜崎あゆみ |
| 2000年（平成12年）/第51回 | 野猿                        | 2  | Chicken guys  | 32/56  | 鈴木あみ   |

※木梨は3回初出場をしており、NHK紅白歌合戦最多『初出場』記録を持っている。後に、後藤真希もこれに並んでいる。

### 作家陣
とんねるずや関連ユニット（野猿など）全般の楽曲の作詞を担当している秋元康、作曲を担当している後藤次利などのほか、のちに美空ひばりの「川の流れのように」を秋元と共に生みだすことになる見岳章や、友人であるアーティスト（高見沢俊彦、玉置浩二、藤井フミヤ、久保田利伸）らが楽曲を提供している。これは、ビクター時代から一貫しており、「バックの音源をしっかり作って、その中でとんねるずを自由に暴れさせる」という音楽制作コンセプトがあったためである。
1995年にリリースしたアルバム『おまえ百までわしゃ九十九まで』は歌謡活動10周年を記念するアルバムとあって、武豊、野茂英雄、畑正憲、由利徹、所ジョージ、落合信子（落合博満の妻）、アントニオ猪木などが詞を提供している。これは『とんねるずの生でダラダラいかせて!!』の企画として、制作から完成までの過程が放映されていた。
アルバム収録の「ブラックキャッツ！」では石橋と木梨の共作での作詞・作曲、シングル「YAZAWA」のカップリング「かき氷は宇治金時」では作詞石橋、作曲木梨（実際は後藤次利が作曲の大部分をサポートしているがクレジットはされていない。しかしこの件に関して後藤は了承している）という自作曲も少ないながら存在する。
また世に出ることはなかったが、レコーディングまで済ませていた大瀧詠一作曲、糸井重里作詞の幻のとんねるず楽曲がある事を後に石橋が明かしている。しかし2023年3月に大滝詠一の企画アルバムに収録され発売された。ちなみにこの曲が大瀧詠一の遺作となった。

### その他
- 音楽活動時のツアーバックバンドにはDREAMS COME TRUE結成前の吉田美和(1988年参加)と中村正人(1985年 - 1988年参加)の2人が在籍していた。中村は当時デビュー前の吉田に、大勢の観客との一体感、雰囲気を体感させるため、バックコーラスとしてとんねるずのライブツアーに同行させた。

## 作品
他の関連作品については「石橋貴明#音楽作品」、「木梨憲武#音楽作品」、「野猿#作品」、「矢島美容室#作品」を参照。順位はオリコン週間ランキング最高位。

### シングル
| #            | 発売日         | タイトル                       | 形態     | 規格品番           | レーベル         | 順位 | サブスク配信    |
| ------------ | -------------- | ------------------------------ | -------- | ------------------ | ---------------- | ---- | --------------- |
| 1            | 1981年8月25日  | ピョン吉・ロックンロール       | EP       | 10007-07 10214-07  | バップ           | ――   | ――――――――        |
| 2            | 1982年7月25日  | ヤバシびっちな女デイト・ナイト | EP       | JAS-2036           | 徳間ジャパン     | ――   | ――――――――        |
| 正式デビュー |                |                                |          |                    |                  |      |                 |
| 3            | 1984年12月5日  | 一気!                          | EP       | SV-7459            | ビクター音楽産業 | 19位 | 2021年7月28日 - |
| 4            | 1985年4月21日  | 青年の主張                     | EP       | SV-9009            | ビクター音楽産業 | 15位 | 2021年7月28日 - |
| 5            | 1985年9月5日   | 雨の西麻布                     | EP 8cmCD | SV-9054 VIDL-10391 | ビクター音楽産業 | 5位  | 2021年7月28日 - |
| 6            | 1986年1月21日  | 歌謡曲                         | EP       | SV-9088            | ビクター音楽産業 | 2位  | 2021年7月28日 - |
| 7            | 1986年5月28日  | やぶさかでない                 | EP 8cmCD | 7A-0587 S10A-0073  | ポニーキャニオン | 2位  | 2020年1月22日 - |
| 8            | 1986年8月5日   | 寝た子も起きる子守唄           | EP 8cmCD | 7A-0612 S10A-0074  | ポニーキャニオン | 4位  | 2020年1月22日 - |
| 9            | 1986年10月21日 | 人情岬                         | EP 8cmCD | 7A-0643 S10A-0075  | ポニーキャニオン | 2位  | 2020年1月22日 - |
| 10           | 1987年2月25日  | 嵐のマッチョマン               | EP 8cmCD | 7A-0693 S10A-0076  | ポニーキャニオン | 2位  | 2020年1月22日 - |
| 11           | 1987年4月5日   | 迷惑でしょうが…                | EP 8cmCD | 7A-0721 S10A-0077  | ポニーキャニオン | 5位  | 2020年1月22日 - |
| 12           | 1987年6月5日   | 大きなお世話サマー             | EP 8cmCD | 7A-0734 S10A-0078  | ポニーキャニオン | 3位  | 2020年1月22日 - |
| 13           | 1987年9月17日  | おらおら                       | EP 8cmCD | 7A-0768 S10A-0079  | ポニーキャニオン | 3位  | 2020年1月22日 - |
| 14           | 1988年2月25日  | 炎のエスカルゴ                 | EP 8cmCD | 7A-0816 S10A-0006  | ポニーキャニオン | 7位  | 2020年1月22日 - |
| 15           | 1988年7月6日   | YAZAWA                         | EP 8cmCD | 7A-0864 S10A-0104  | ポニーキャニオン | 9位  | 2020年1月22日 - |
| 16           | 1990年8月8日   | どうにかなるさ                 | 8cmCD    | PCDA-00104         | ポニーキャニオン | 7位  | 2020年1月22日 - |
| 17           | 1991年5月29日  | 情けねえ                       | 8cmCD    | PCDA-00191         | ポニーキャニオン | 3位  | 2020年1月22日 - |
| 18           | 1992年1月24日  | ガラガラヘビがやってくる       | 8cmCD    | PCDA-00279         | ポニーキャニオン | 1位  | 2020年1月22日 - |
| 19           | 1992年9月3日   | 一番偉い人へ                   | 8cmCD    | PCDA-00355         | ポニーキャニオン | 1位  | 2020年1月22日 - |
| 20           | 1993年1月28日  | がじゃいも                     | 8cmCD    | PCDA-00397         | ポニーキャニオン | 1位  | 2020年1月22日 - |
| 21           | 1994年2月24日  | フッフッフッってするんです     | 8cmCD    | PCDA-00515         | ポニーキャニオン | 2位  | 2020年1月22日 - |
| 22           | 1994年12月7日  | ガニ                           | 8cmCD    | PCDA-00683         | ポニーキャニオン | 6位  | 2020年1月22日 - |
| 23           | 1996年2月12日  | おまえが欲しい                 | 8cmCD    | PCDA-00829         | ポニーキャニオン | 12位 | 2020年1月22日 - |

### アルバム

#### オリジナル・アルバム
| #  | 発売日         | タイトル                     | 形態      | 規格品番                      | レーベル         | 順位 | サブスク配信    |
| -- | -------------- | ---------------------------- | --------- | ----------------------------- | ---------------- | ---- | --------------- |
| 1  | 1985年3月21日  | 成増                         | LP 12cmCD | SJX-30265 VICL-18112 VDR-1018 | ビクター音楽産業 | 10位 | 2021年7月28日 - |
| 2  | 1985年11月1日  | 仏滅そだち                   | LP 12cmCD | SJX-31280 VICL-18113 VDR-1096 | ビクター音楽産業 | 5位  | 2021年7月28日 - |
| 3  | 1986年12月28日 | キャニオン初                 | LP 12cmCD | C28A-0544 D32A-00263          | ポニーキャニオン | 10位 | 2020年1月22日 - |
| 4  | 1987年10月21日 | 河口湖                       | LP 12cmCD | C28A-0598 D32A-0318           | ポニーキャニオン | 5位  | 2020年1月22日 - |
| 5  | 1988年4月29日  | 428                          | LP 12cmCD | C28A-0635 D32A-0360           | ポニーキャニオン | 5位  | 2020年1月22日 - |
| 6  | 1989年5月17日  | 市川と宮嶋                   | 12cmCD    | D29A-1011                     | ポニーキャニオン | 5位  | 2020年1月22日 - |
| 7  | 1990年6月27日  | ほのちゃんにはがはえた。     | 12cmCD    | PCCA-00089                    | ポニーキャニオン | 13位 | 2020年1月22日 - |
| 8  | 1991年7月10日  | みのもんたの逆襲             | 12cmCD    | PCCA-00284                    | ポニーキャニオン | 4位  | 2020年1月22日 - |
| 9  | 1992年7月24日  | がむしゃら                   | 12cmCD    | PCCA-00381                    | ポニーキャニオン | 5位  | 2020年1月22日 - |
| 10 | 1993年9月17日  | 悪い噂                       | 12cmCD    | PCCA-00484                    | ポニーキャニオン | 6位  | 2020年1月22日 - |
| 11 | 1994年9月15日  | Arrival                      | 12cmCD    | PCCA-00632                    | ポニーキャニオン | 10位 | 2020年1月22日 - |
| 12 | 1995年7月5日   | おまえ百までわしゃ九十九まで | 12cmCD    | PCCA-00778                    | ポニーキャニオン | 6位  | 2020年1月22日 - |

#### ミニ・アルバム
| # | 発売日       | タイトル                         | 形態   | 規格品番   | レーベル         | 順位 | サブスク配信    |
| - | ------------ | -------------------------------- | ------ | ---------- | ---------------- | ---- | --------------- |
| 1 | 1988年1月1日 | 御年賀                           | LP     | C15A-0619  | ポニーキャニオン | 7位  | 2020年1月22日 - |
| 2 | 1992年5月5日 | 無痛音楽教育 3才からのとんねるず | 12cmCD | PCCA-00367 | ポニーキャニオン | 5位  | 2020年1月22日 - |

#### 企画アルバム
| # | 発売日        | タイトル     | 形態      | 規格品番           | レーベル         | 順位 | サブスク配信    |
| - | ------------- | ------------ | --------- | ------------------ | ---------------- | ---- | --------------- |
| 1 | 1986年8月21日 | そろばんずく | LP 12cmCD | 28P-6568 D32A-0216 | ポニーキャニオン | 15位 | 2020年1月22日 - |
| 2 | 1987年3月21日 | 真塩         | CT        | 28P-6647           | ポニーキャニオン | ――   | ――――――――        |

#### ベスト・アルバム
公式
| # | 発売日        | タイトル                            | 形態      | 規格品番           | レーベル         | 順位 | サブスク配信    |
| - | ------------- | ----------------------------------- | --------- | ------------------ | ---------------- | ---- | --------------- |
| 1 | 1986年4月25日 | 自歌自賛 ザ・ベスト・オブとんねるず | LP 12cmCD | SJX-30293 VDR-1205 | ビクター音楽産業 | 9位  | 2021年7月28日 - |
| 2 | 1994年6月17日 | とんねるずベスト 足跡               | 12cmCD    | PCCA-00606         | ポニーキャニオン | 5位  | 2020年1月22日 - |

非公式
| # | 発売日                      | タイトル                                                  | 形態          | 規格品番                  | レーベル                                        |
| - | --------------------------- | --------------------------------------------------------- | ------------- | ------------------------- | ----------------------------------------------- |
| 1 | 1986年12月16日              | 紅白!                                                     | 12cmCD        | VDR-1313                  | ビクター音楽産業                                |
| 2 | 1987年12月5日               | とんねるずベスト                                          | 12cmCD        | D32P-6158 D35A-0503       | ポニーキャニオン                                |
| 3 | 1989年3月21日               | CD FILE とんねるず                                        | 12cmCD        | VDR-25032                 | ビクター音楽産業 （ビクターエンタテインメント） |
| 4 | 1991年11月7日               | とんねるずの世界 アーリー・ベスト・オブ・とんねるず       | 12cmCD        | VDR-28002                 | ビクター音楽産業 （ビクターエンタテインメント） |
| 5 | 2005年3月24日 2016年2月17日 | COLEZO! とんねるず                                        | 12cmCD SHM-CD | VICL-23107 VICL-70207     | ビクター音楽産業 （ビクターエンタテインメント） |
| 6 | 2009年9月16日 2016年2月17日 | GOLDEN☆BEST とんねるず 〜ビクター・イヤーズ・コンプリート | 12cmCD SHM-CD | VICL-63425/6 VICL-70208/9 | ビクター音楽産業 （ビクターエンタテインメント） |

### 映像

#### ライブ
| # | 発売日                      | タイトル                                                      | 形態    | 規格品番        | レーベル             |
| - | --------------------------- | ------------------------------------------------------------- | ------- | --------------- | -------------------- |
| 1 | 1986年2月21日 1986年3月21日 | とんねるずの裏ビデオ in 武道館                                | VHS VHD | VTM-93 0DM-1037 | ビクター音楽産業     |
| 2 | 1986年10月21日              | 気分は盆と正月                                                | VHS     | V88M1430        | ビクター音楽産業     |
| 3 | 1990年12月27日              | とんねるずの手打ちライブ PART1                                | VHS     | PCVP-10131      | ポニーキャニオン     |
| 4 | 1991年3月21日               | とんねるずの手打ちライブ PART2                                | VHS     | PCVP-10132      | ポニーキャニオン     |
| 5 | 1996年2月21日               | おまえ百までわしゃ九十九まで 〜歌謡活動十周年記念コンサート〜 | VHS     | PCVP-51852      | ポニーキャニオン     |
| 6 | 2002年6月30日               | とんねるずのコント1 〜こんと いん なえば 10年の凝縮LIVE〜     | VHS     | ZMVJ-1088       | メディアファクトリー |
| 7 | 2002年6月30日               | とんねるずのコント2 〜こんと いん なえば 10年の凝縮LIVE〜     | VHS     | ZMVJ-1089       | メディアファクトリー |

#### テレビ・映画
| #              | 発売日                       | タイトル | 形態    | 規格品番                                               | レーベル                                |
| -------------- | ---------------------------- | --- | ------- | ------------------------------------------------------ | --------------------------------------- |
| 1              | 1986年11月21日 2002年3月20日 | そろばんずく | VHS DVD | V128F1429 PCBC-50194                                   | ポニーキャニオン                        |
| 2              | 1997年1月1日                 | ウルトラマンゼアス | VHS     | JVS-25011                                              | ソニー・ピクチャーズ エンタテインメント |
| 3              | 1997年10月22日 1998年8月21日 | ウルトラマンゼアス2 | VHS VHD | SRVD-1949 SVWV-3015                                    | ソニー・ミュージック エンタテインメント |
| 4              | 2004年8月27日                | ウルトラマンゼアス1&2 | DVD     | BCBS-1964                                              | バンダイビジュアル                      |
| 5 6 7          | 2010年12月3日                | とんねるずのみなさんのおかげでした 博士と助手 細かすぎて伝わらないモノマネ選手権 vol.1 「リカコと過ごした夏」 EPISODE1 - 5 vol.2 「ヴァ〜ヴァヴァンヴァヴァヴァヴァヴァ〜ヴァ〜ヴァン」 EPISODE6 - 8 vol.3 「平泉の乱」 EPISODE9 - 10           | DVD     | ―――――― AVBD-91823 AVBD-91824 AVBD-91825                | エイベックス・ エンタテインメント       |
| 8 9 10         | 2010年12月17日               | とんねるずのみなさんのおかげでした 博士と助手 細かすぎて伝わらないモノマネ選手権 vol.4 「部屋と優香とリアルゴリラ」 EPISODE11 - 12 vol.5 「エイシャラエイシャー!」 EPISODE13 - 14 vol.6 「シーズン1ファイナル〜穴と哀しみの果てに〜」 EPISODE15 | DVD     | ―――――― AVBD-91826 AVBD-91827 AVBD-91828                | エイベックス・ エンタテインメント       |
| 11 12          | 2011年12月21日               | とんねるずのみなさんのおかげでした 博士と助手 細かすぎて伝わらないモノマネ選手権Season2 vol.1「デオデオデオデオ」 vol.2 「紅白モノマネ合戦〜深夜3時の奇跡編」                                                                                   | DVD     | ―――――― AVBF-49396 AVBF-49397                           | エイベックス・ エンタテインメント       |
| 13             | 2012年12月21日               | とんねるずのスポーツ王は俺だ!! 「超一流アスリートに土下座させるぜ! 日本代表にだって絶対に負けられない戦いがここにはあるの巻」 | DVD     | TCED-1638                                              | TCエンタテインメント                    |
| 14 15 16 17 18 | 2014年12月24日               | とんねるずのみなさんのおかげでした 全落・水落オープンDVD-BOX 全落オープン 1巻 全落オープン 2巻 水落オープン 1巻 水落オープン 2巻 | DVD     | PCBC-61734 PCBC-52393 PCBC-52394 PCBC-52395 PCBC-52396 | ポニーキャニオン                        |
| 19 20          | 2018年3月21日                | とんねるずのみなさんのおかげでBOX 鑑賞用 保存用 | DVD     | ―――――― PCBC-61768 PCBC-61769                           | ポニーキャニオン                        |
| 21 22 23 24    | 2019年5月22日                | とんねるずのみなさんのおかげでBOX コンプライアンス(1.2.3) 1 2 3 | DVD     | PCBC-61777 PCBC-61778 PCBC-61779 PCBC-61780            | ポニーキャニオン                        |

### その他
発売
| # | 発売日        | タイトル         | 形態   | 規格品番   | レーベル             | 収録アルバム                                 |
| - | ------------- | ---------------- | ------ | ---------- | -------------------- | -------------------------------------------- |
| 1 | 2023年3月21日 | ゆうがたフレンド | 12cmCD | SRCL-12450 | ソニー・ミュージック | 大滝詠一 NOVELTY SONG BOOK/NIAGARA ONDO BOOK |

未発売
| # | タイトル                 | 生産番号        | 備考 |
| - | ------------------------ | --------------- | --- |
| 1 | これが出光のまいどCDだ。 | DC-0121 DC-0142 | 当時出光興産のガソリンスタンドのキャンペーン利用客のみが入手できたCD。                                       |
| 2 | ウルトラまいどCD         | DC-0157         | 非売品CD。                                                                                                   |
| 3 | うなちん                 |                 | 「とんねるずのみなさんのおかげです」オープニングテーマ曲。 当初発売予定だったが、諸事情により中止となった。  |
| 4 | My Days                  |                 | 「とんねるずの本汁でしょう！」のコーナードラマ「なにわ広告しぐれ」テーマ曲。 作詞:じんましんや 作曲:後藤次利 |

## コンサート
ワンマンライブや、数ヶ月に渡るコンサートツアーも毎年開催しており、数々の有名会場のステージに立っており、『ライブの聖地』と言われる日本武道館や、1989年には東京ドームで5万人の大規模ライブを行っていた。お笑いタレント単独の東京ドームライブ（音楽イベント）はいまだに彼らだけの偉業である。

## 書籍
- 天狗のホルマリン漬け（1985年7月、発売元：集英社）ISBN 4087800865
- とんねるずのおいにい鼻にツーン（1986年7月、ニッポン放送出版、扶桑社）ISBN 4893530984
- とんねるず 大志（1988年6月、ニッポン放送出版、扶桑社）ISBN 4594002927
とんねるずの生い立ちを第1章〜第4章に分けてまとめたもの。
- とんねるずのおいにい2〜ん（1989年12月、ニッポン放送出版、扶桑社）ISBN 459400508X